# El Salvador International 2018
Die El Salvador International 2018 im Badminton fanden vom 5. bis zum 9. Dezember 2018 in San Salvador statt.

## Sieger und Platzierte
| Disziplin    | Gold                               | Silber                                | Bronze                                                       |
| ------------ | ---------------------------------- | ------------------------------------- | ------------------------------------------------------------ |
| Herreneinzel | Brian Yang                         | Humblers Heymard                      | Fabio Caponio                                                |
| Herreneinzel | Brian Yang                         | Humblers Heymard                      | Christopher Martínez                                         |
| Dameneinzel  | Daniela Macías                     | Fabiana Silva                         | Catherine Choi                                               |
| Dameneinzel  | Daniela Macías                     | Fabiana Silva                         | Nikte Sotomayor                                              |
| Herrendoppel | Rubén Castellanos Anibal Marroquín | Brandon Alavardo Christopher Martínez | Carlos Daniel Albanes Cordon Yeison Esleiter Del Cid Alvarez |
| Herrendoppel | Rubén Castellanos Anibal Marroquín | Brandon Alavardo Christopher Martínez | Daniel Esteban Dieguez Escobar Axel Flores Barrondo          |
| Damendoppel  | Daniela Macías Dánica Nishimura    | Diana Corleto Soto Nikte Sotomayor    | Fatima Beatriz Centeno Fuentes Katherine Sarai Lara Guzman   |
| Damendoppel  | Daniela Macías Dánica Nishimura    | Diana Corleto Soto Nikte Sotomayor    | Alejandra José Paiz Quân Mariana Isabel Paiz Quan            |
| Mixed        | Brian Yang Catherine Choi          | Anibal Marroquín Dánica Nishimura     | Brandon Alavardo Alejandra José Paiz Quân                    |
| Mixed        | Brian Yang Catherine Choi          | Anibal Marroquín Dánica Nishimura     | Gianpiero Cavallotti Lauren Villalobos                       |